# Ekensbergs värdshus
För andra betydelser, se Ekensberg.

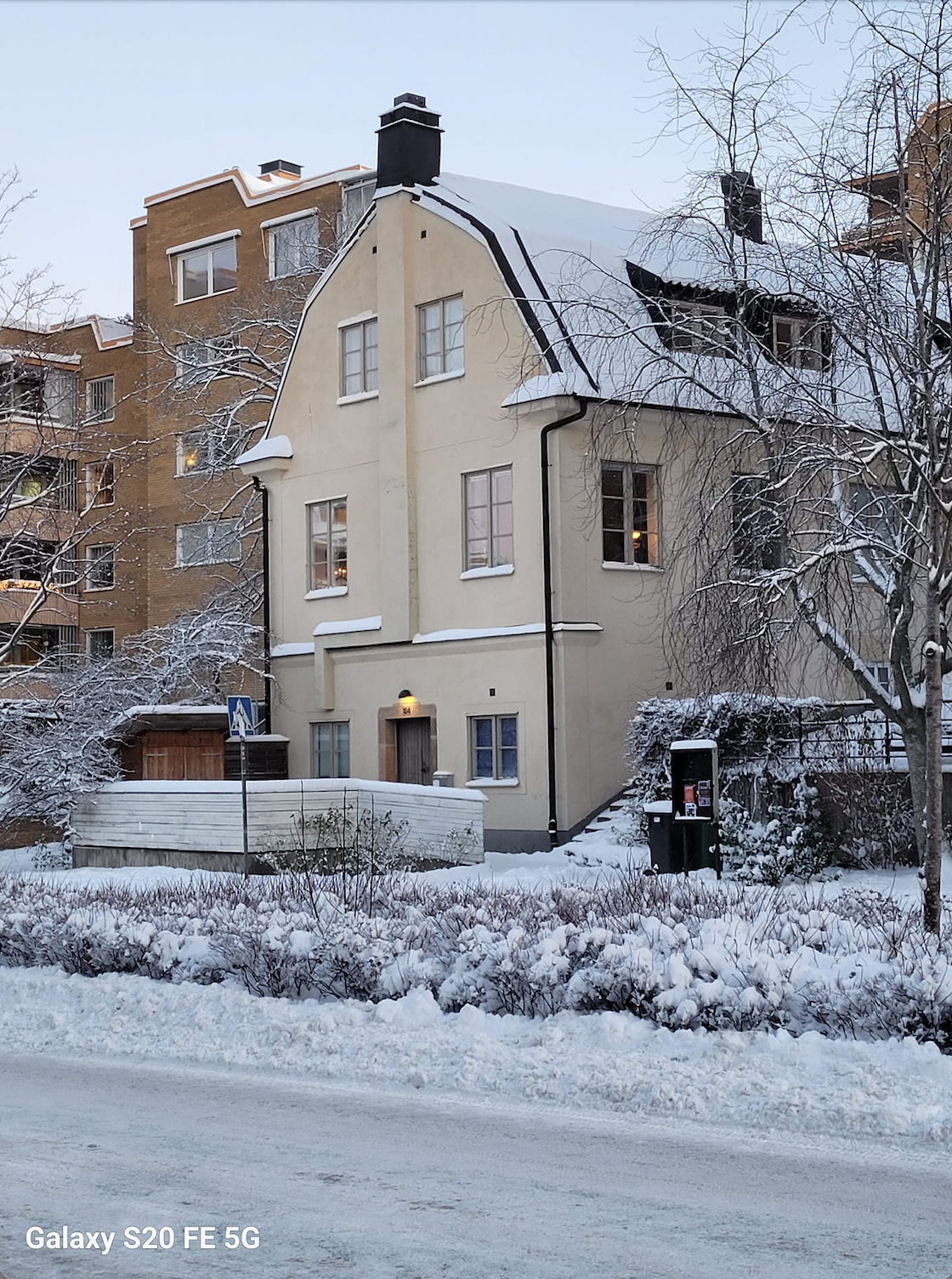
Värdshuset, november 2023.

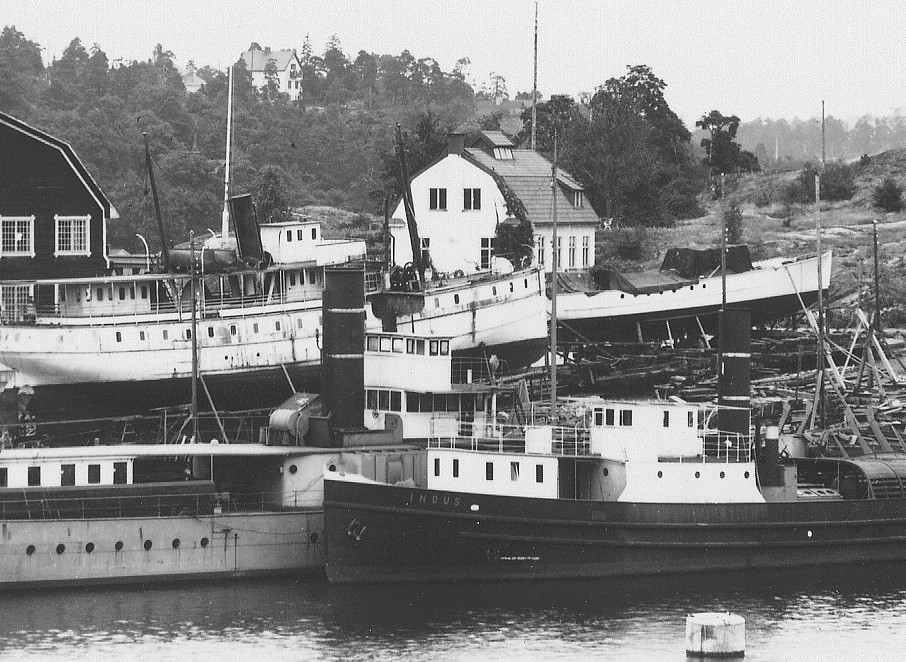
Ekensbergs värdshus då det var kontor för Ekensbergs varv, 1931.

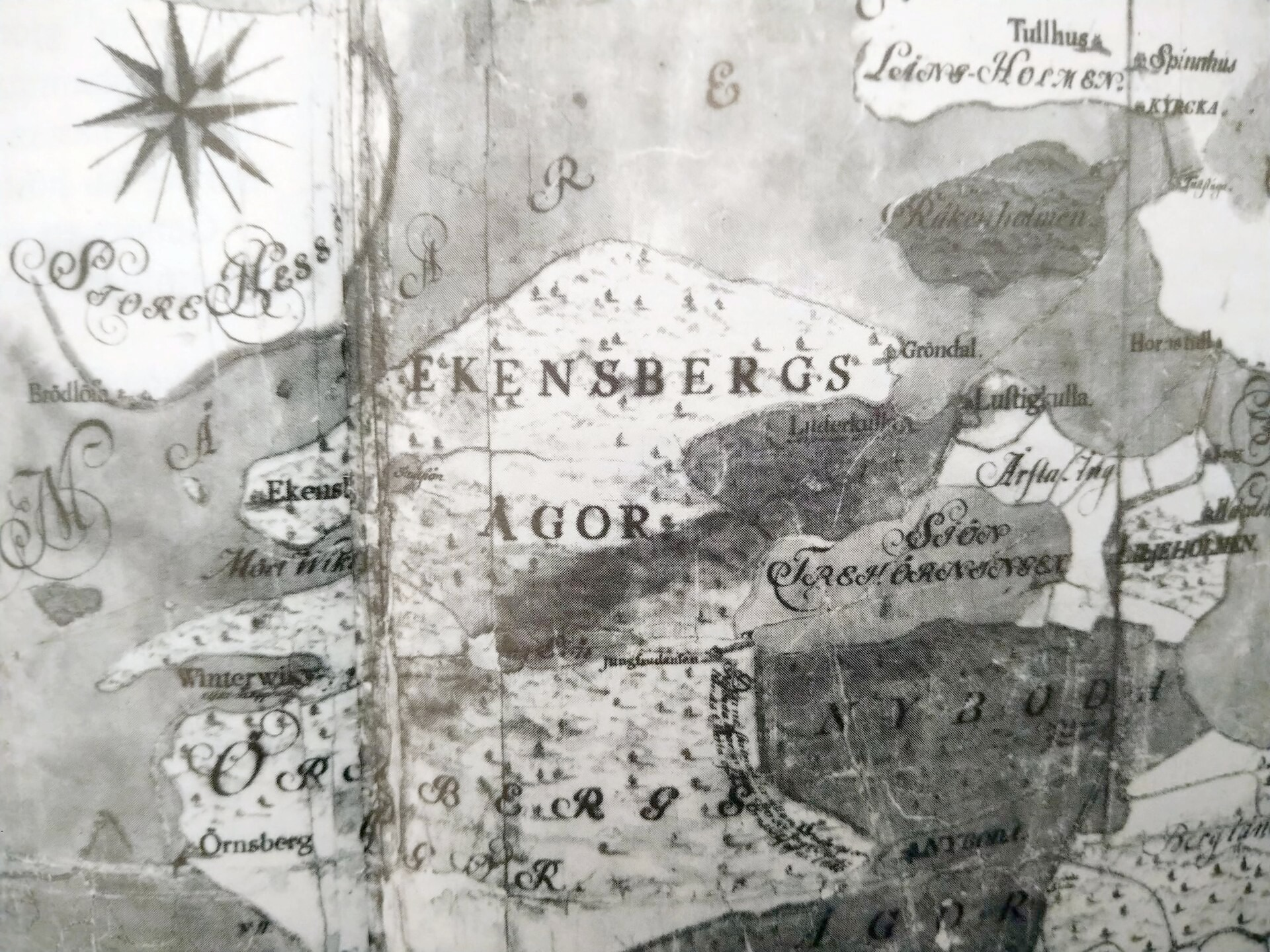
Karta över Ekensbergs ägor från 1748, med värdshuset utmärkt.

Ekensbergs värdshus är ett kulturminnesklassat barockhus vid Gröndalsvägen 184 i bostadsområdet Ekensberg i Stockholm. Området är döpt efter huset (Värdshuset Ekensberg), ej vice versa, men lokalt kallas byggnaden "Ekensbergs värdshus", "Vita villan" eller "Bellman-huset". Byggnaden tros vara uppförd runt sekelskiftet 1700 och fungerade tidvis under århundradet som sjökrog, därav namnet ”värdshus”.  1978 blev byggnaden k-märkt, och grönklassades även 2006 av Stadsmuseet i Stockholm vilket innebär att "bebyggelsen har ett högt kulturhistoriskt värde och är särskilt värdefull från historisk, kulturhistorisk, miljömässig eller konstnärlig synpunkt”. 2009 ombildades huset till en bostadsrättsförening..

## Byggnaden
Byggnaden är ett sluttningshus uppfört med ljusputsat tegel på fasaden (innerväggarna är av sten) i tre våningar, inklusive suterräng, under ett brutet sadeltak. Gaveln pekar mot sydväst och den tidigare strandkanten. Skorstenen som kragar ut något från fasadlivet på västgavelns övre våningar ger huset karaktär, men är inte ursprunglig som framgår av äldre bilder. Ingen av våningarna har idag en eldstad. Grundplanen är en rektangel men något förskjuten i sidled som en romb, troligen för att anpassas till terrängen som här består av berg i dagen. Husets suterrängvåning är den historiskt bäst bevarade och har sina ursprungliga stengolv, troligtvis i granit och ordovicisk kalksten, kryss-/klostervälvda innertak och vad som tros vara sina ursprungliga innerdörrar. Fasaden är av tegel, men innerväggarna i sten - totalt mäter de 1.65 m i tjocklek exklusive fönsterkarmar: dessa är faktorer som kan peka på ett byggår för åtminstone husgrunden till omkring, eller innan, 1700.  
På grund av landhöjningen stod huset vid tiden för uppförandet i sluttningen ner mot Mälaren, vars strandlinje gick högre upp än idag.  Utanför fanns en liten ö, och strandkanten gick ungefär där nuvarande Gröndalsvägen sträcker sig genom området. Viken mellan ön och fastlandet kallades Ormsjön, vilken helt fylldes igen när området under industrialiseringen började tas i bruk som skeppsvarv. 

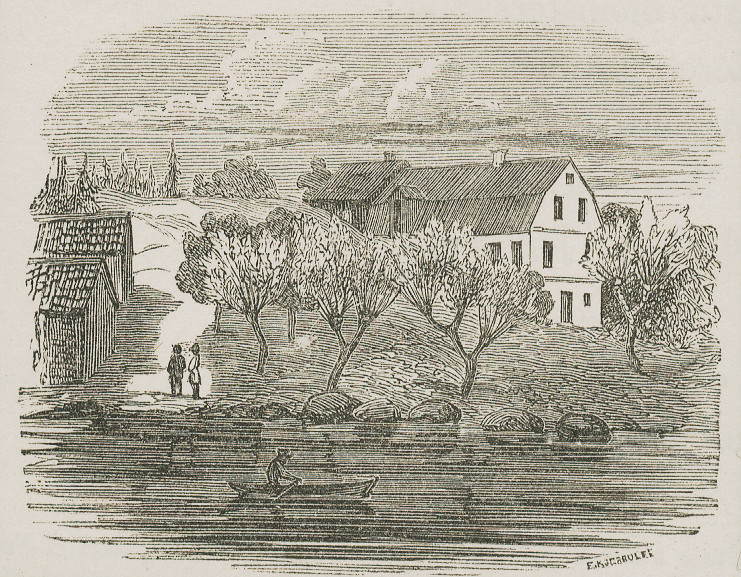
Träsnitt av Ekensbergs värdshus, ca 1800-talets första hälft.

## Tidig ägarhistorik
Ekensbergs värdshus finns för första gången omnämnt i ett lagfartsprotokoll för skatterättigheter år 1735, och redan då beskrivs det som en krog.  Brevet var upprättat vid tinget i Svartlösa härad - ett tingshus som möjligen kunde varit byggnaden själv (se nedan i tredje stycket under denna rubrik): 
"Blef den under Årsta Säterie belägne hästhaga och derå uppbygde Krog, som Grefven och Lagmannen Högvälborne Herr Lars Cronhielm till Instrument- och Glasbrukssmeden oppå Kungsholmen i Stockholm Mester Gustaf Hårdt försåldt för bemälte Hårdt till laga fastas erhållande uppbuden 2:a g:n. Actum ut Supra. På Häradstings Rättes bevägnar Carl Stierneroos."
Troligtvis hade greve Cronhielm köpt Ekensberg med krog och kringliggande mark år 1722 från greve och överståthållare Gustaf Adam Taube. Greve Taube kan möjligen kommit över byggnaden och marken från någon av ätterna Ulfsparre, Posse eller Oxenstjerna, som ägt markerna i och kring Ekensberg under 1600-talet. Det är dock inte känt vem som uppförde huset eller när, och vad ägor/hus ursprungligen kan ha haft för namn eller funktion, även om det flera gånger omnämns som f.d. tingshus i litteraturen - ett skäl till detta var sannolikt att man i pressen ofta kungjorde att dödsboutredningar, konkursförklaringar och bröllop ägde rum rum i huset.
År 1748 omfattade Ekensbergs ägor nästintill hela nuvarande Gröndal (se karta t.h.).   

Någon gång mellan lagfartsprotokollets utfärdande och 1752 sålde Gustaf Hårdt krogen till tullinspektör Mårten Engman. Engman sålde 1752 krogen vidare till borgaren och traktören Olof Engman, för 1800 riksdaler plus en årlig ränta på 50 riksdaler. Huset förekommer utöver 1735 års köpebrev i två fastebrev, daterade 1754 och 1794, vilka också betecknar ägarförändringar.   

Blyertsskiss av Ekensberg (t.h) från vattnet, C.S. Bennet, ca 1820-50.

## Bellman och värdshuset i kulturen
| ”                                                                     | Morgon supen, Movitz, går; Ljuvligt böljan svallar; Ser du Ekensberg? Gutår! Hör hur folket trallar; Där framsätter en sin fot. Klotet käglorna slår mot Uti bergen skallar? | ” |
| —"Epistel no. 48: Solen glimmar blank och trind", C.M. Bellman (1769) | |   |

| ”                                                 | Alltså blev det afgjordt att Rachel, följande afton skulle dansa på Ekensberg. Detta Värdshus har Naturen, i sin nåd, skapat, eller rättare sagt skapat de täcka trakterne deromkring. Der skulle mången hyddans och det landtliga lifvets vän vilja nedslå sina bopålar. Der skulle en ung och skön hustru andas en frisk luft; och för unga hustrur är frisk luft ganska hälsosam; hvilket just icke bör vara någon nyhet för mina vårda läsare. Att detta Värdshus hyser en dans-salong, synes vara en natur-nödvändighet, hvilket äfven en satirisk åskådare måste medgifva. | ” |
| —"Balen på Ekensberg", Carl Gustaf Valberg (1818) | |   |

| ”                                                        | Se på Hessingen! det stiger Grönklädt ur sin lugna fjärd. Se på Ekensberg! det niger Uppå berget åt vår färd. Under loppet holmar flyga Snabbt förbi, i vågen smyga Sina lätta bilders verld. | ” |
| —"Festen på Drottningholm", Carl Fredric Dahlgren (1878) | |   |

| ”                                                                        | Det lilla värdshuset på Ekensberg, med sin käggelbana, ingick också i hans affärer, ty han var förläggare derför. (…) Värdshuset var endast öppet från första maj till slutet af september, ty på vintern kunde det inte löna sig att hålla der, och om det bar sig, viste endast Mamsell Plan och hennes beskyddare, men nog var det godt besökt, i synnerhet på lördagar och söndagar, då det kom mycket folk ut från staden, och det var också svårt att uppleta någon punkt, som genom sitt tjusande läge var mer inbjudande än det lilla värdshuset på Ekensberg. Der kunde man också vara alldeles obemärkt, i fall man önskade det; det voro två små rum i souterrängvåningen som kunde hyras för sommaren, och det berodde på hyresgästen sjelf att skapa sig ett litet paradis, ty der var tyst och stilla. | ” |
| —"Eremiten på Ekensberg: bilder ur Stockholmslifvet.", J.H. Rosén (1883) | |   |

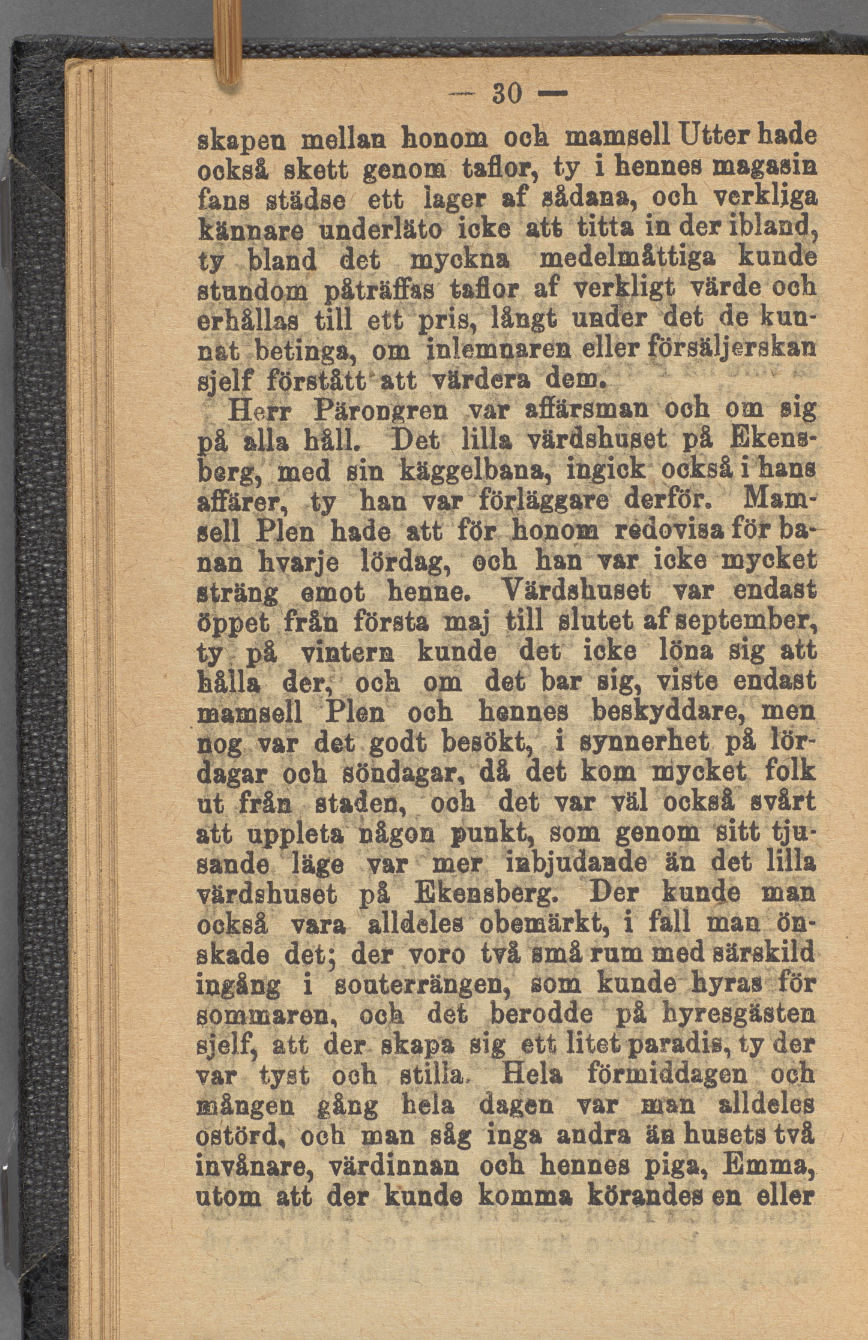
Ur romanen "Eremiten på Ekensberg" av J.H. Rosén (1883).

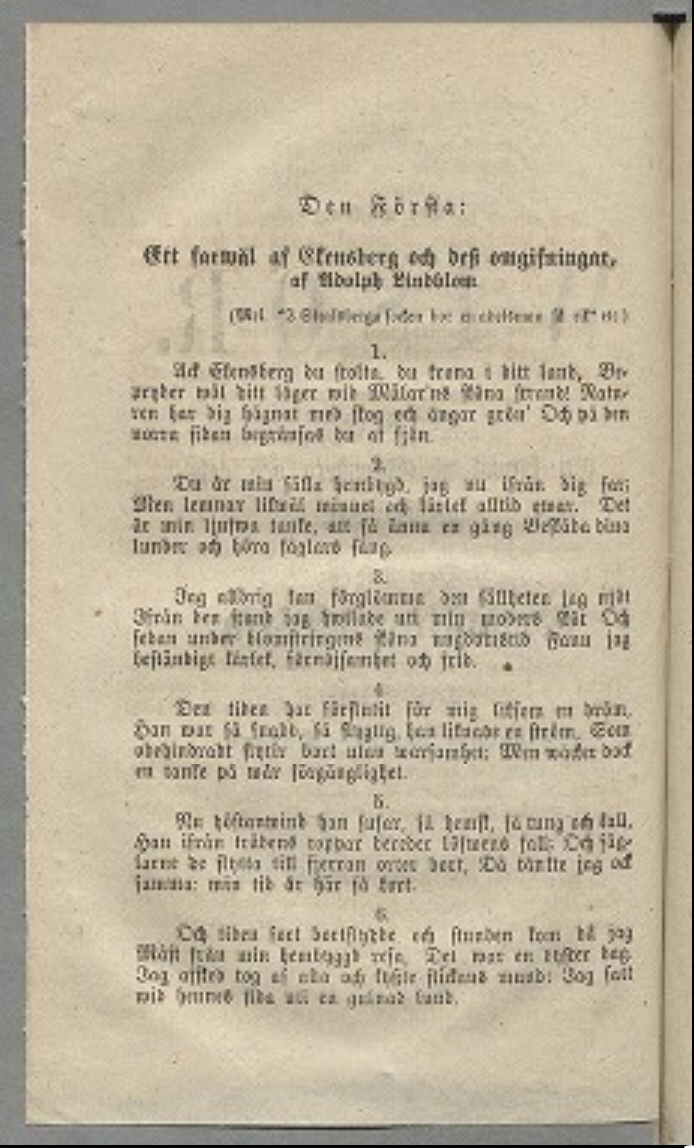
"Ett farwäl af Ekensberg och dess omgifningar", av Adolph Lindblom ur diktsamlingen "Tre wackra WISOR" (1863).

Ekensberg var känt som värdshus redan vid mitten av 1700-talet och är 1769 omnämnt av Carl Michael Bellman i Fredmans Epistel N:o 48 (Solen Glimmar). Från år 1776 bedrev även skalden sin litterära verksamhet som "bröllopspoet" vid värdshuset, då det var ett populärt tillhåll för vigslar. Samma år var traktören på krogen Olof Nordström, borgare i Stockholm, och som framgår i episteln fanns här även en kägelbana. Ekensbergs värdshus är också centralt i romaner som "Balen på Ekensberg, skådespel efter naturen, med stort spektakel"  (Stockholm, 1816)  av hovrättsnotarien Carl Gustaf Walberg, i Johan Magnus Roséns "Eremiten på Ekensberg" (1883) samt i handlingen för Sven Lidmans "Köpmän och krigare" (1911). Värdshuset och dess "värdshusnymf" omnämns också i diktsamlingen Mollbergs epistlar (1819) av Carl Fredrik Dahlgren, som hyllar värdshuset med Bellmans sång när han seglar förbi.
Från tidigt 1800-tal finns två längre skildringar av livet i värdshuset Ekensberg på vers; i Niklas Johan af Wetterstedts "En ångbåtsfärd till Drottningholm" (1825) och i Gustaf Henrik Thomées "Resa till Drottningholm år 1819", varav den senare ger en ingående beskrivning av såväl kost som sällskapsliv.
I Carl Johan Love Almquists pjäs "Amorina eller historien om de fyra" (1822) nämns en "trollkvinna" på Ekensberg i Stockholm, väl bevandrad i läkekonst och förmögen att bota de blinda. Även i Niklas Natt och Dags romansvit om det sena sjuttonhundratalets Stockholm återfinner vi i den första delen, 1793, en beskrivning av en väpnad, blodig belägring av värdshuset.

## Kända historiska personligheter i och kring värdshuset
Den berömde stockholmstjuven "Lasse-Maja" besökte värdshuset, enligt självbiografin "Den Byxlöse Äfwentyraren" (1833). Att även greve Carl August Ehrensvärd var flitig gäst framgår av hans korrespondens och dess illustrationer.
Riddaren och kaptenen Carl Wilhelm von Königstedt, som författade den första svenska boken om schack ("Kort afhandling om schack-spel", Stockholm 1771) avled på Ekensbergs värdshus den 21 februari 1791.
Bellmans syster, Catharina Christina Bellman (1741–1824), höll år 1763 sitt bröllop med kämnärsdomaren och ekonomihovmästaren Claes Arrhén von Kapfelman (1726–1806) på Ekensbergs värdshus. Efter C.M. Bellmans död 1795 blev Catharina och hennes make förmyndare över skaldens barn.
I hovkanslern Johan H Dahlgrens (1798–1888) självbiografi "Hök och dufva" beskriver författaren hur han vid arton års ålder åkt till värdshuset och "uppoffrat en butelj punsch" för att få tillträde till husets innersta krets;
| ” | "ett litet nobelt sällskap, af de största lättingar och äfventyrare, hvilka bestodo af afskedade officerare och tjenstemän från kriget, samt någon f.d. handelsbokhållare, men bland hvilka åtskilliga vackra röster funnos, och der en U*, stor och tjock i åminnelse, men en glad och rolig kapellmästare i den lilla muntra cirkeln, der Bellmans sånger hördes från början till slut. Ville man åter förlusta sig i Ordens-mysterierne, kunde man där ingått som en värdig ledamot i Svea-Gripen-Orden eller Gröna rutan." | ” |

Att det litterära sällskapet bakom tidskriften Polyfem, tätt knutet till Gröna rutan, kan ha haft sina sammankomster i Ekensbergs värdshus finns en antydan om i ledamoten Lorenzo Hammarskölds brev till kamraten Gjörwell 1810.
Även Årstafrun Märta Helena Reenstierna besökte ofta värdshuset, och kan ha haft viss kontakt med boktryckaren som tog över när krogen lades ned. Hon anmärker dock i sin dagbok för juli 1806 att hon "som brukligt" ämnat dricka punsch där men fann att värdshusverksamheten vid detta datum var nedlagd - troligen eftersom huset under denna period var ett boktryckeri, och värdshusverksamheten inte återupptogs förrän 1807 (se nedan):
"Vid förbifarten af Ekensberg, 12 lossades 8 sköna kanonskott, som roade oss mycket; vi trodde där  efter vanligheten vara värdshus, och ärnade taga Pounch där, men oss sades, att så ej var."
Utöver detta finns bevarad korrespondens från Carl von Linnés student, den senare berömde entomologen och araknologen Carl A. Clerck, till sin läromästare där han år 1753 från värdshuset skickat en utförlig beskrivning och teckning av en Cimex lectularius, som tagits »d. 20 Maji på Ekensberg utom Horns tull på en Asp».
I den svenska pressen under 1700-talets slut ger annonserna för borttappade och upphittade persedlar på Ekensberg en rik bild av värdshusets klientel; bland mycket annat kan finnas en hovtrumpetarhatt, en gyllene kråsnål med ekollon och blad, ett sidenparaply med handtag i elfenben, ett guldörhänge i tunnbandsstil med guldsmeden Limnells stämpel samt en liten brun och vit hund "af Spaniel ras".
År 1780 annonserades följande utbud i Dagligt Allehanda: "Godt hembryggt öl och svagdricka, samt franskt vin och cognac, portugisvin och godt destillerat brännvin; äfven finnes på krogen godt Stockholms dubbelöl".
Vid 1830-talet avgick det regelbundet "rullbåtar" - den svenska benämningen på Stormkanon-båtar - från Riddarholmen till värdshuset.

## Boktryckeri
Under 1700-talets slut, det vill säga under den första svenska tryckfrihetsperioden, höll huset ett boktryckeri ägt av en man vid namn Jonas Hultander (ca 1753–12 april 1825).. Hans yrke står upptecknat som boktryckar-konstförvant, men tycks även ha hållit i vissa civilrättsliga processer - bl a konkursförklaringar och bouppteckningar för dödsbon - i värdshuset, vilket kan förklara att Ekensbergs värdshus stundvis omnämns som "tingshus" i litteraturen (se ovan). Enligt kyrkoboken var Hultander bosatt med sin syster, vars förnamn inte står upptecknat. Vid Hultanders död tycks han ha varit ogift och utan kända arvingar, varför han testamenterade sin egendom till sin hushållerska Catharina "för trogen tjenst". Emellertid uppmanade testamentet "eventuella okända arfwingar" att anmäla sig till bouppteckningen.
Litet är känt om vilka böcker som trycktes just i huset, men det var centralt för Kungliga Nummerlotteriets verksamhet, vid vilket Bellman höll rollen som sekreterare. Detta kan också tyda på att han var tämligen väl besutten för en man ur borgarskapet under den gustavianska eran - något som till yttermera visso understryks av de beskrivningar av hans klädedräkt och juveler som finns bevarade för eftervärlden. Den tryckpress som användes för Nummerlotteriets räkning finns idag i Nordiska museets ägo.
Efter Hultanders död 1825 återgick Ekensberg till att vara ett värdshus av den övre rangen, där man ofta höll baler, under traktören Johan Åkerberg (född i september 1770).

## Gruvkontor, varv och industrilokal

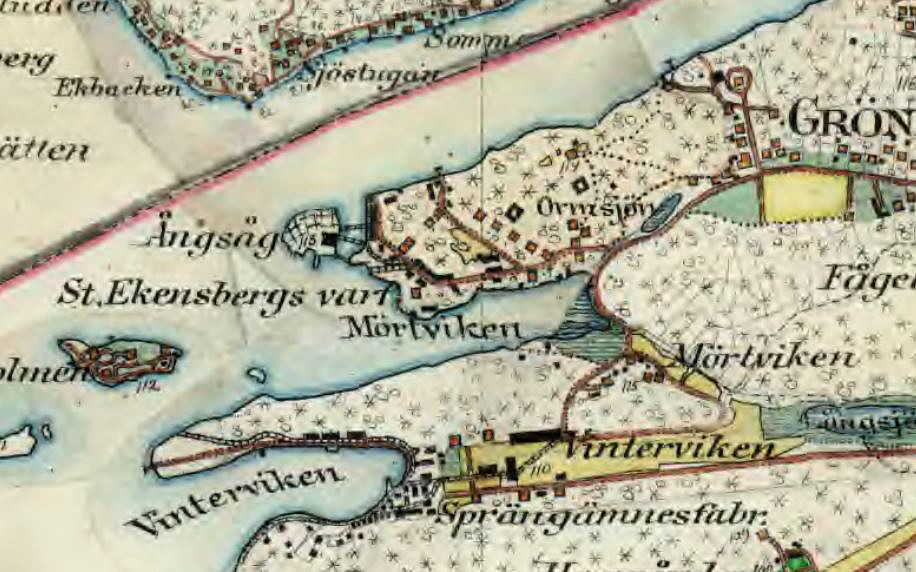
Ekensberg omkring 1900.

År 1848 såldes byggnaden till grosshandlaren och gruvintressenten Carl Fredrik Settervall. Han anlade en zinkfabrik som skulle bearbeta zink som utvanns vid hans malmfält i Godegård, Östergötland. Zinkverket var i drift mellan 1849 och 1854 och framställde sammanlagt 171 ton ren zink.
Mellan år 1873 och 1970 fanns Ekensbergs Varvs kontor i huset, där den ovan nämnda souteränngvånngen tjänade som representationsvåning för företaget. Enligt  Häradsekonomiska kartan från 1901 fanns då även en ångsåg på ön. Genom omfattande utfyllnader, som utfördes av Ekensbergs Varv kring sekelskiftet 1900, blev ön en del av Ekensbergs landtunga och det gamla värdshuset återfinns idag något längre inåt land, men på sin ursprungliga plats. I slutet av 1970-talet revs varvets anläggningar för att ge plats åt nya bostadshus. I stadsplanebestämmelserna från den 10 februari 1978 (Pl 6977) föreslogs att endast det gamla värdshuset skulle bevaras och blev k-märkt i stadsplanen.
Värdshuset byggdes om 1984 efter ritningar av EGE arkitektkontor. Huset innehöll då bland annat möteslokal, snickeriverkstad samt vävstuga samt användes som festlokal av lokala hyresgästföreningen i Ekensbergsområdet. Ekensbergs värdshus är den enda byggnad på sin ursprungliga plats, som finns kvar från varvsepoken. Huset är grönmärktes av Stockholms stadsmuseum, vilket innebär ”att fastigheten har bebyggelse som är särskilt värdefull från historisk, kulturhistorisk, miljömässig eller konstnärlig synpunkt.”

## Bostadsrätter
2009 ombildades det gamla varvshuset till en bostadsrättsförening, där var och en av de tre bostadsrätterna har sin egen våning och entré. Föreningens namn är Stapelbädden 6.